# Eriovixia pseudocentrodes
Eriovixia pseudocentrodes là một loài nhện trong họ Araneidae.
Loài này thuộc chi Eriovixia. Eriovixia pseudocentrodes được Friedrich Wilhelm Bösenberg & Embrik Strand miêu tả năm 1906.